# عادل شاه
علي قلي خان (بالفارسية: علیقلی‌خان) (1132هـ\ 1719م – 2 جمادى الآخرة 1162هـ\ 20 مايو 1749م) المعروف بِـ«عادل شاه الأفشاري» واختصارًا «عادل شاه» هو الشاه الثاني لإيران الأفشارية وقد حكم البلاد من سنة 1160 هـ الموافقة لِسنة 1747م إلى سنة 1161 هـ الموافقة لِسنة 1748م، وهو ابن أخ «نادر شاه» مؤسس الدولة الأفشارية.

## عائلته ومسيرته المبكرة
لا يُعرف الكثير عن حياة علي قلي خان قبل وصوله إلى العرش الأفشاري. كان الابن الأكبر لإبراهيم خان، شقيق نادر شاه (حكم 1736-1747)، مؤسس السلالة الأفشارية في إيران. وحضر علي قلي خان تتويج نادر شاه في 8 مارس من عام 1736، حيث كان من بين الشخصيات القريبة منه.
في عام 1737 مُنح علي قلي خان منصب حاكم مشهد، كما تزوج كاتيون، ابنة الملك الجورجي تيموراز الثاني (حكم من 1732 حتى 1744). وفي عام 1740 تزوج أيضًا ابنة أبو الفيض خان (حكم من 1711 حتى 1747)، حاكم خانية بخارى، التي خضعت آنذاك للأفشاريين. ومن عام 1743 حتى عام 1747 قاد علي قلي خان قوات نادر ضد اليزيديين في كردستان، والقراقلبقيين والأوزبك في خوارزم وفي سجستان. ثم وقع في مشكلات مع عمه بسبب قرار الأخير بفرض 100.000 تومان عليه بالإضافة إلى تشكيك نادر به. وفي أبريل عام 1747 احتل علي قلي خان هراة بالاشتراك مع متمردي سجستان، وحث الأكراد على الدخول في تمرد. وقُتل نادر أثناء مسيرته ضد المتمردين على يد مجموعة من ضباطه، الذين عرضوا بعد ذلك التاج على علي قلي.
قُتل نادر شاه بعد ذلك بفترة وجيزة على يد ضباط متمردين في 21 يونيو عام 1747. وأدى موته إلى فراغ في السلطة، الأمر الذي قاد إلى تقسيم إمبراطوريته الشاسعة بين حكام مختلفين. واستولى الحكام الأوزبك والأفغان على الأجزاء الشرقية من نطاقه؛ وكان محمد رحيم خان مانغيت قائدًا أوزبكيًا سابقًا لدى نادر شاه، وقد خلع أبو الفايز خان من حكمه ليصبح الحاكم الجديد لبخارى؛ ثم فر أحمد خان زعيم قبيلة العبدلي (دراني) إلى مدينة نادر آباد في قندهار، بعد أن كان جزءًا من الكادر الأفغاني لجيش نادر شاه. وهناك اتخذ لقب در-ي دران (لؤلؤة اللؤلؤ) وبالتالي غير اسم قبيلة العبدلي إلى «دراني». ثم واصل أحمد خان (الملقب بعد ذلك بأحمد شاه) غزو ما كان في الأصل بمثابة منطقة حدودية بين الإمبراطورية الصفوية وسلطنة مغول الهند.
في مشهد طرد الحاكم المدني ومشرف العتبة الرضوية، مير سيد محمد، الأفغان من المدينة، وأمنها لابن شقيق نادر شاه علي قلي خان، الذي ربما كان له يد في مقتل عمه. وكان الأخير قد قبل قتلة نادر شاه في خدمته، وتلقى دعوة إلى مشهد من مير سيد محمد.

## حكمه
في 6 يوليو عام 1747 اعتلى علي قلي خان العرش وتولى الاسم الملكي سلطان علي عادل شاه. وفي نفس الوقت تقريبًا أرسل قوة صغيرة للاستيلاء على كلات؛ وكانت القلعة منيعة تقريبًا، ومع ذلك اخترقها الجيش في النهاية باستخدام سلم مهجور على حافة أحد الأبراج، مما يدل على أنهم تلقوا مساعدة من الداخل. ثم قتل رجال عادل شاه ستة عشر من ذرية نادر شاه، من بينهم ثلاثة أبناء لنادر شاه، وخمسة أبناء لرضا قلي ميرزا وثمانية أبناء لنصر الله ميرزا (مرتضى ميرزا). ونجح اثنان من أبناء نادر شاه بالهرب، وهما نصر الله ميرزا وإمام قلي ميرزا، وأخذا معهما حفيد نادر شاه شاهرخ ميرزا (الذي كان يبلغ من العمر 14 عامًا في ذلك الوقت)، ولكن سرعان ما جرى القبض عليهم بالقرب من مدينة مرو الشاهجان. بينما جرى إعدام الجميع، كان شاهرخ هو الوحيد الذي أبقي عليه، بهدف الاستفادة من نسبه الصفوي. ثم أُعيد إلى كلات حيث سُجن. وسرعان ما تبع ذلك أنباء كاذبة بشأن وفاته.
عيّن عادل شاه شقيقه الأصغر إبراهيم ميرزا حاكمًا لأصفهان ومحيطها، مفضلًا الاستمتاع بمدينة مشهد. بعد ذلك بوقت قصير أعلن إبراهيم الاستقلال وانضم إلى ابن عمه أمير أصلان خان الأفشاري حاكم أذربيجان. وفي النهاية سار عادل شاه نحو أخيه، لكنه فقد عددًا كبيرًا من رجاله بسبب الفرار، وبالتالي هُزم (في يونيو 1748) وهرب إلى مدينة طهران. وهناك جرى القبض عليه من قبل حاكمها ميرزا محسن خان، الذي أصابه بالعمى ثم سلمه بعد ذلك إلى مير سيد محمد. وقد أعاد مير سيد محمد عادل شاه إلى مشهد، حيث استغلت مجموعة من زعماء القبائل التركية والكردية والعربية غيابه وأعلنوا شاهرخ الشاه الجديد في 1 أكتوبر. ثم جرى إعدام عادل شاه بناءً على طلب شاهرخ ووالدة نصر الله ميرزا.